# U22: A 22 Track Live Collection From U2360°
U22: A 22 Track Live Collection From U2360° — двойной концертный альбом ирландской рок-группы U2, выпущенный в 2012 году специально для фан-клуба группы.

## Об альбоме
В альбом вошли 22 композиции, выбранные фанатами из числа исполненных группой за время тура U2 360° Tour. Такие композиции как «Ultraviolet», «Zooropa», «The Unforgettable Fire», U2 не исполняли около 20 лет.
В "I Still Haven't Found" Хью Масекела исполняет партию на флюгельгорне. «One Tree Hill» была посвящена памяти 29 шахтёров, погибших в результате взрыва метана в шахте Pike River на западном побережье Южного острова Новой Зеландии. В промежутке между «All I Want Is You» и «Love Rescue Me» Боно исполняет отрывки из «Need You Tonight», «Never Tear Us Apart» и «Slide Away» в качестве посвящения своему другу, Майклу Хатченсу, погибшему в 1997 году.
В декабре 2012 года вышел концертный альбом From the Ground Up: Edge’s Picks from U2360°, включающий дополнительные 15 треков, сыгранных группой в ходе «U2 360° Tour». Треки выбраны гитаристом группы Эджем.

## Список композиций

### Диск 1
| №   | Название                                     | Место записи                  | Длительность |
| --- | -------------------------------------------- | ----------------------------- | ------------ |
| 1.  | «Even Better Than the Real Thing»            | Мехико, 15 мая 2011           | 4:26         |
| 2.  | «The Fly»                                    | Ист-Лансинг, 26 июня 2011     | 5:07         |
| 3.  | «Mysterious Ways»                            | Кейптаун, 18 февраля 2011     | 4:44         |
| 4.  | «Magnificent»                                | Цюрих, 11 сентября 2011       | 5:32         |
| 5.  | «Until the End of the World»                 | Мехико, 14 мая 2011           | 5:48         |
| 6.  | «I Still Haven't Found What I'm Looking For» | Йоханнесбург, 13 февраля 2011 | 5:13         |
| 7.  | «Stay (Faraway, So Close!)»                  | Чикаго, 5 июля 2011           | 4:52         |
| 8.  | «One Tree Hill»                              | Окленд, 26 ноября 2010        | 5:24         |
| 9.  | «Beautiful Day»                              | Загреб, 10 августа 2009       | 6:23         |
| 10. | «Elevation»                                  | Гельзенкирхен, 3 августа 2009 | 4:02         |
| 11. | «Bad»                                        | Рим, 8 октября 2010           | 8:09         |

### Диск 2
| №   | Название                             | Место записи            | Длительность |
| --- | ------------------------------------ | ----------------------- | ------------ |
| 1.  | «All I Want Is You / Love Rescue Me» | Сидней, 14 декабря 2010 | 9:58         |
| 2.  | «The Unforgettable Fire»             | Гётеборг, 31 июля 2009  | 4:49         |
| 3.  | «Zooropa»                            | Балтимор, 22 июня 2011  | 4:32         |
| 4.  | «City of Blinding Lights»            | Ницца, 15 июля 2009     | 5:31         |
| 5.  | «MLK / Walk On»                      | Загреб, 9 августа 2009  | 8:43         |
| 6.  | «One»                                | Глазго, 18 августа 2009 | 5:26         |
| 7.  | «Where the Streets Have No Name»     | Хожув, 6 августа 2009   | 5:24         |
| 8.  | «Ultraviolet (Light My Way)»         | Коимбра, 3 октября 2010 | 5:14         |
| 9.  | «With or Without You»                | Лондон, 14 августа 2009 | 5:55         |
| 10. | «Moment of Surrender»                | Перт, 18 декабря 2010   | 8:10         |
| 11. | «Out of Control»                     | Монреаль, 9 июля 2011   | 5:22         |
| 12. | «Unknown Caller» (бонус)             | Лондон, 14 августа 2009 | 6:22         |

## Участники записи
- Боно — вокал, гитара;
- Эдж — гитара, клавишные, бэк-вокал; другой вокал («The Fly»)
- Адам Клейтон — бас;
- Ларри Маллен-мл. — ударные;
- Терри Лоулесс — синтезаторы, клавишные;